# António Afonso de Carvalho
António Afonso de Carvalho (Lagos, 9 de Setembro de 1880 — 30 de Novembro de 1949) foi um oficial da Armada Portuguesa, especialista em hidrografia, e administrador colonial que exerceu as funções de governador civil do Distrito Autónomo de Angra do Heroísmo (1912 a 1913). Foi comendador e grande oficial da Ordem de Avis.

## Biografia
Foi oficial da Armada Portuguesa, seguindo uma carreira que o levou a aspirante em 1898, guarda-marinha em 1901, segundo-tenente em 1904, primeiro-tenente em 1915, capitão-tenente em 1918, capitão-de-fragata em 1938 e capitão-de-mar-e-guerra em 1937, posto em que passou à reserva.
Com o posto de segundo-tenente, foi nomeado governador civil do Distrito de Angra do Heroísmo, cargo que exerceu entre 24 de Fevereiro de 1912 e 18 de Janeiro de 1913, tendo sido o segundo governador civil do regime republicano naquele distrito.
Como a maior parte dos oficias navais da época, serviu no Ultramar Português, tendo feito  diversas comissões de serviço no Atlântico Sul e no Oceano Índico. Especializou-se em hidrografia, tendo nessas funções realizado trabalhos hidrográficos em Macau (1918) e chefiado a Missão Oceanográfica de Moçambique (1919 e 1922).
Os conhecimentos de hidrografia e geodesia habilitavam-no para trabalhos cartográficos, razão pela qual foi escolhido para integrar como perito a comissão que procedeu à em 1911 delimitação da fronteira entre os territórios sob soberania portuguesa e britânica na região entre o Lago Niassa e Milange, em Moçambique. Exerceu em 1913 idênticas funções em Angola, integrando a missão luso-belga que demarcou a fronteira norte daquele então território ultramarino português.
Exerceu também funções na administração colonial, sendo capitão do porto de São Tomé e Príncipe (1918 e 1920), integrando o respectivo governo, e como intendente do governo colonial de Moçambique na Beira (1921).
Em 1928 completou o Curso Naval de Guerra, tendo em 1929 sido nomeado presidente do Tribunal de Marinha. Em 1935 foi nomeado comandante da Esquadrilha de Contratorpedeiros e entre 1937 e 1938 foi chefe do Departamento Marítimo do Norte. Em 1939 foi nomeado comandante do NRP Afonso de Albuquerque.
Passou à reserva em Setembro de 1949 depois de uma carreira naval distinta, que lhe valeu a medalha de ouro da Medalha de Comportamento Exemplar (1935) e ser feito comendador (1919) e grande oficial (1941) da Ordem de Avis. Recebeu também uma comenda do governo republicano de Espanha (1935).